# Zhujia (köping i Kina, lat 30,04, long 104,20)
Zhujia (kinesiska: 珠嘉镇, 珠嘉) är en köping i Kina. Den ligger i provinsen Sichuan, i den sydvästra delen av landet, omkring 70 kilometer söder om provinshuvudstaden Chengdu.
Genomsnittlig årsnederbörd är 1 348 millimeter. Den regnigaste månaden är juli, med i genomsnitt 306 mm nederbörd, och den torraste är december, med 13 mm nederbörd.